# Ataque israelí contra el puesto de la FINUL en Ramyah
El ataque israelí contra el puesto de la FINUL en Ramyah fue un ataque llevado a cabo el 13 de octubre de 2024, por dos tanques Merkava de las Fuerzas de Defensa de Israel (FDI) contra un puesto de la Fuerza Provisional de las Naciones Unidas para el Líbano (FINUL) situado en la localidad de Ramyah en el sur del Líbano, en medio de la guerra libanesa-israelí de 2024. En el ataque las tropas israelíes destruyeron la entrada principal del puesto e ingresaron por la fuerza en la base. Unas horas más tarde, las FDI lanzaron una cortina de humo en las inmediaciones, lo que provocó heridas a quince efectivos de mantenimiento de la paz de la FINUL.

## Antecedentes
Durante la semana pasada, las fuerzas israelíes dispararon repetidamente contra zonas en las que había efectivos de mantenimiento de la paz de la FINUL. Los ataques israelíes hirieron a cinco efectivos de mantenimiento de la paz de la ONU, incluidos dos soldados indonesios, el 10 de octubre y a dos soldados de Sri Lanka el 11 de octubre. Francia, Italia y España emitieron una declaración conjunta en la que condenaban los ataques de Israel y afirmaron que estos ataques «constituyen una grave violación de las obligaciones de Israel en virtud de la resolución 1701 del Consejo de Seguridad de las Naciones Unidas y del Derecho Internacional Humanitario». Sri Lanka condenó enérgicamente el ataque de Israel contra sus soldados. El presidente de los Estados Unidos, Joe Biden, dijo que estaba instando «absolutamente y positivamente» a Israel a que dejara de disparar contra las fuerzas de paz de la FINUL. Cuarenta países que contribuyen con tropas a la FINUL condenaron enérgicamente los ataques israelíes contra las fuerzas de paz y exigieron que «tales acciones deben cesar de inmediato».
Unas horas antes del incidente, el primer ministro israelí, Benjamín Netanyahu, pidió a las fuerzas de paz de la FINUL que acataran las órdenes de evacuación de Israel y se retiraran inmediatamente del sur del Líbano, calificándolos de «escudos humanos» de Hezbolá. Las FDI afirman a menudo que Hezbolá opera en las inmediaciones de las fuerzas de paz, sin aportar pruebas. La FINUL, con una fuerza de 10 000 efectivos de cincuenta países diferentes, rechazaron las peticiones de Israel de evacuar las veintinueve posiciones que ocupa en el sur del Líbano.

## Ataque
Según la FINUL, a primera hora de la mañana del 13 de octubre de 2024, tres pelotones de tropas de las FDI cruzaron la Línea azul hacia el Líbano. Alrededor de las 4:30 horas, mientras los soldados de paz se encontraban en refugios, dos tanques Merkava de las FDI destruyeron la puerta principal del puesto de las tropas de la ONU en Ramyah y entraron por la fuerza en la posición, los soldados israelíes pidieron varias veces que apagaran las luces de la base y los tanques se marcharon unos 45 minutos más tarde, después de que la FINUL protestara, ya que «la presencia del Ejército estaba poniendo en peligro a los soldados de paz». Dos horas después, y cuando los tanques israelíes ya habían abandonado la posición, las fuerzas israelíes dispararon varias rondas de munición a 100 metros de la base que provocaron que entrara humo en el campamento. El humo causó heridas a quince efectivos de mantenimiento de la paz de la FINUL debido a irritaciones de la piel y reacciones gastrointestinales, que necesitaron tratamiento médico por síntomas inusuales a pesar de llevar máscaras de gas.
Las FDI dieron una versión diferente del incidente, afirmaron que 25 de sus soldados resultaron heridos, incluidos dos «gravemente heridos» debido a misiles antitanque disparados por Hezbolá y que un tanque del Ejército que estaba tratando de evacuar a los soldados heridos, mientras todavía estaba bajo fuego enemigo, retrocedió varios metros hacia un puesto de la FINUL. Según dijeron el tanque israelí abandonó el puesto cuando cesó «el fuego enemigo» y se concluyó la evacuación de los heridos. En el incidente, las tropas israelíes utilizaron una cortina de humo para ayudar a la evacuación de sus militares heridos y que habían «mantenido contacto continuo» con la FINUL.

## Reacciones
Tras el incidente, la FINUL emitió un comunicado en el que dijo que: «por cuarta vez en dos días, recordamos a las Fuerzas de Defensa de Israel y a todos los actores sus obligaciones de garantizar la seguridad del personal y la propiedad de las Naciones Unidas y de respetar la inviolabilidad de las instalaciones de las Naciones Unidas en todo momento». También pidió una explicación a las FDI por lo que calificó como «violaciones impactantes». El secretario general de las Naciones Unidas, António Guterres, advirtió que el personal de la FINUL y sus instalaciones nunca deben ser objeto de ataques y que cualquier ataque contra las fuerzas de paz puede constituir un crimen de guerra.